# Пурікань
Пурікань, Пурікані (рум. Puricani) — село у повіті Галац в Румунії. Входить до складу комуни Берешть-Мерія.
Село розташоване на відстані 236 км на північний схід від Бухареста, 77 км на північ від Галаца, 118 км на південь від Ясс.

## Населення
За даними перепису населення 2002 року у селі проживала 201 особа, усі — румуни. Усі жителі села рідною мовою назвали румунську.